# Résistance au battage
La  résistance au battage  est un test de résistance des sols à l’enfoncement d’un corps.
Les sols peuvent être de diverses natures (terre, sable, roche, neige, etc.) et leurs caractéristiques mécaniques doivent être connues avant toute intervention.

## Utilité
Le test permet de manière générale de prévoir comment se comportera un sol dans lequel il est prévu d'enfoncer un matériau : pieux en bois, en béton, en acier ; *palplanche.
En vue d’une construction ou d’une surcharge de terrain, sur terre ou sous la mer (plateforme de forage, forage), le test permet de sélectionner le matériau et les machines de battage à utiliser.

## Moyens du test
Les tests sont effectués à l’aide d’un pénétromètre statique ou  d’un pénétromètre dynamique qui est un pieu dont la tête munie d’une enclume est frappée à l’aide d’un « mouton » ou d’un vibrateur ; le nombre de frappes pour enfoncer le pieu d’une certaine profondeur (20 ou 50 cm) donnera l’indice de résistance au battage (contrainte maximum admissible, résistance latérale et la résistance en pointe) et déterminera les prévisions de battage pour les travaux réels. Celles-ci comportent les points suivants : 
- Le choix des moyens mécaniques de battage (marteaux, vibrateur) ;
- la forme de la pointe ;
- la longueur du pieu ou de la palplanche ;
- la matière ;
- le phénomène de « cicatrisation » du sol autour du pieu pendant l’arrêt (voulu ou accidentel) des travaux.